# Laurence Owen Clark
Laurence Owen Clark, britanski general, * 1898, † 1984.